# Tajči
Tatjana Matejaš (Zagreb, 1 de julio de 1970), más conocida como Tajči, es una cantante croata. Representó a Yugoslavia en el Festival de la Canción de Eurovisión 1990 con el tema Hajde da ludujemo, consiguiendo el 7.º lugar.

## Discografía
- Hajde da ludujemo (1990)
- Bube u glavi (1991)
- Struggles & Graces (1997)
- Now and forever (2000)
- Emmanuel - The Story of Christmas (2002)
- Let It Be - Mary's Story (2003)
- I Thirst (2004)
- Zlatna kolekcija (2004)
- A chance to dream (2006)
- Need a break (2008)